# Carmen Sevillano
Carmen Sevillano Chaves es una empresaria española, primera directora de una de las firmas del grupo Inditex. Dirige Oysho desde 2003, tras haber dirigido la sección de «Intimo» de Zara.

## Carrera profesional
Sevillano llegó a puestos de dirección del grupo Inditex como responsable de «Intimo» de Zara, la sección dedicada a la ropa interior. A finales de 2002, Inditex informó del fin de los servicios del hispano-suizo Sergio Bucher, fichado de Women'secret (filial de Grupo Cortefiel) para el lanzamiento de Oysho. La sustituta de Bucher fue Carmen Sevillano por decisión personal de Amancio Ortega y el grupo indicó que la decisión se basaba en tener a una «persona de la casa» al frente, y no por los rumores de bajos resultados de la firma según lo esperado.
En 2003, con su llegada al puesto de directiva de Oysho, se convirtió en la primera mujer en dirigir una de las cadenas de Inditex y de las pocas mujeres en puestos directivos de empresas del IBEX 35.
La dirección de Sevillano en Oysho tuvo un crecimiento positivo en la primera década de existencia de la cadena, hasta que en 2011 experimentó un crecimiento exponencial de la mano de una colaboración para una línea deportiva junto a Adidas, que más tarde quedaría como línea fija en solitario de Oysho. Desde 2012, la firma, por decisión personal de Sevillano según las fuentes, viró hacia la ropa deportiva por encima de la sección de Intimo. La cifra de negocios de la cadena pasó de 314 millones de euros en 2012 hasta superar los 600 millones en 2022.